# Metisella
Metisella es un género de lepidópteros ditrisios de la subfamilia Heteropterinae  dentro de la familia Hesperiidae. Se encuentra en África.

## Especies
- Metisella abdeli (Krüger, 1928)
- Metisella aegipan (Trimen, 1868)
- Metisella alticola (Aurivillius, 1925)
- Metisella angolana (Karsch, 1896)
- Metisella carsoni (Butler, 1898)
- Metisella congdoni de Jong & Kielland, 1983
- Metisella decipiens (Butler, 1896)
- Metisella formosus (Butler, 1894)
- Metisella kakamega de Jong, 1976
- Metisella kambove (Neave, 1910)
- Metisella kumbona Evans, 1937
- Metisella malgacha (Boisduval, 1833)
- Metisella medea Evans, 1937
- Metisella meninx (Trimen, 1873)
- Metisella metis (Linnaeus, 1764)
- Metisella midas (Butler, 1894)
- Metisella perexcellens (Butler, 1896)
- Metisella quadrisignatus (Butler, 1894)
- Metisella syrinx (Trimen, 1868)
- Metisella trisignatus (Neave, 1904)
- Metisella tsadicus (Aurivillius, 1905)
- Metisella willemi (Wallengren, 1857)
- ?Metisella orientalis (Aurivillius, 1925)